# Anthony Sullivan
Anthony "Sully" Sullivan (11 de febrero de 1969, Devon, Inglaterra) es un emprendedor y presentador de infomerciales británico, conocido por sus roles en comerciales de televisión. Sullivan ha trabajado con algunas de las marcas más prestigiosas del mundo y con nuevos productos que han conseguido vender más de $1 billón de dólares en ventas internacionales, incluyendo el removedor de manchas versátil Oxiclean. Su compañía Sullivan Productions, Inc. desarrolla y lanza nuevas marcas como los nuevos productos de OxiClean y spots comerciales para Church & Dwight. Como un asiduo surfista y atleta, Sullivan ha competido en varias carreras, incluyendo el Triatlón de St. Anthony en Tampa, Florida, y el Maratón de Nueva York.

## Sus inicios y su carrera
Sullivan nació en Devon, Inglaterra el 11 de febrero de 1969. En tempranos años de la década de los 90, Sullivan se mudó a los Estados Unidos y se alió con una compañía manufacturera para crear el Smart Mop. Unos años después, he took that live en la Home Shopping Network (HSN), donde conoció a su futuro socio de negocios y amigo Billy Mays. En la mitad de los 90, HSN contrató a Sullivan como el presentador de un futuro show en horario prime. En 1998, dejó HSN y formó Sullivan Productions en Tampa, Florida. En 2002, Sullivan presentó un infomercial para el videojuego Grand Theft Auto: Vice City para la consola PlayStation 2. Este infomercial fue lanzado en el 2013 a raíz de una demanda. Esto se manifestó por una imagen en la caja del juego en PitchMen.
Su trabajo más reciente ha presentado varias marcas muy conocidas como Nutrisystem, Arm & Hammer y Swivel Sweeper, por nombrar algunas. Ha ayudado a varias celebirdades bien establecidas a diversificar sus intereses como se vio en los lanzamientos del Aero Knife del Chef Ming Tsai y la línea de productos de cuidados para la piel de Jennifer Flavin. Sully continúa siendo el presentador escogido por docenas de productos incluyendo la X5, el Sticky Buddy y la Smart Mop, y regularmente se presenta en HSN.
Sullivan ha aparecido en el programa de USA Network Eco-Challenge Fiji, En los programas de la NBC: 1 vs. 100, Rachel Bay (serie de televisión), Good Morning America, The Today Show, Hollywood 411, Access Hollywood, Inside Edition. En los programas de la cadena londinense BBC: Louis Theroux's Weird Weekends y The Tonight Show con Conan O'Brien, como también en noticieros de la MSNBC, ABC, CBS, BBC. y la Fox News.
También ha aparecido en artículos de Los Angeles Times, New York Times, USA Today, St. Petersburg Times, Advertising Age, Fortune Magazine, Playboy, y muchas otras publicaciones.

## PitchMen
Sullivan aparece en un reality del canal Discovery Channel, PitchMen. En la primera temporada, él fue coprotagonista con Billy Mays. Después del fallecimiento de Billy Mays debido a una enfermedad cardiovascular en 2009, Sullivan se convirtió en el protagonista en la segunda temporada. El show trata de cómo los nuevos productos son seleccionados por la firma en asociación con la Gran compañía de infomerciales Telebrands y su CEO Ajit J. Khubani, los orígenes de los productos, sus inventores y la producción del programa.
El 23 de junio de 2009, Sullivan y Mays aparecieron en un episodio de The Tonight Show con Conan O'Brien. Después del fallecimiento de Mays, Sullivan se convirtió en el presentador principal para Telebrands, también para la línea de productos OxiClean de Church & Dwight.